# Prats-de-Sournia
Prats-de-Sournia (in occitano Prats de Sornian, in catalano Prats de Sornià) è un comune francese di 74 abitanti situato nel dipartimento dei Pirenei Orientali nella regione dell'Occitania.

## Società

### Evoluzione demografica
Abitanti censiti